# بشملة إهليلجية
بشملة إهليلجية (الاسم العلمي:Eriobotrya elliptica) هي نوع غير مؤكد من النباتات تتبع جنس البشملة من الفصيلة الوردية. تم وصف هذا النوع من النبات علمياً لأول مرة من قبل ويليام هوكر وجوزيف دالتون هوكر وطوماس طومسون سنة 1878.